# Gál Gábor (zenész)
Gál Gábor (Budapest, 1960. augusztus 13. –) magyar zeneszerző és gitáros. Zenekarai: Takáts Tamás Dirty Blues Band és Budapest Acoustic Band. 2003-ban szóló albumát adta ki „Egyedül” címmel.

## A Takáts Tamás Dirty Blues Bandben
A zenekar 1990-ben alakult. Az akkori tagok: Takáts Tamás (ének, dob), Gál Gábor (gitár), Vasvári Béla (basszusgitár), Ferenczi György (szájharmonika). A zenekarban még helyet foglaltak: Giret Gábor (basszusgitár), Engler Ferenc (szájharmonika), Idrányi Barna (dob), Gyenge Lajos (dob). Jelenlegi felállásuk a következő: Takáts Tamás (ének, gitár, szájharmonika), Gál Gábor (gitár), Patyi Sándor (basszusgitár), Mike Zsolt (dob).

## A Budapest Acoustic Bandben
A Budapest Acoustic Band 2005-ben alakult. A zenekart Móra Erzsébet, Gál Gábor (Takáts Tamás Dirty Blues Band) és Sipeki Zoltán (Zorán) alakította.

## Lemezei
Önálló kiadványok
| Kiadás éve | Cím                                         | Együttes                      | Kiadó           |
| ---------- | ------------------------------------------- | ----------------------------- | --------------- |
| 1991.      | Dirty Blues Band I.                         | Takáts Tamás Dirty Blues Band | magánkiadás     |
| 1993.      | Dirty Blues Band 2                          | Takáts Tamás Dirty Blues Band | Zebra Kiadó     |
| 1995.      | Húzom az igát                               | Takáts Tamás Dirty Blues Band | Polygram        |
| 1996.      | Élő Blues                                   | Takáts Tamás Dirty Blues Band | Hungaroton      |
| 1996.      | Indulok tovább                              | Takáts Tamás Dirty Blues Band | Hungaroton      |
| 1996.      | Megöl a vágy                                | Takáts Tamás Dirty Blues Band | Hungaroton      |
| 2000.      | Best of                                     | Takáts Tamás Dirty Blues Band | Hungaroton      |
| 2003.      | Egyedül                                     | Gál Gábor- magánkiadás        | Hungaroton      |
| 2004.      | Miskolc című film zenéje                    | -                             | -               |
| 2005.      | Borsod Abaúj-Zemplén megye című film zenéje | -                             | -               |
| 2008.      | Ébredj fel!                                 | Takáts Tamás Dirty Blues Band | Universal/Zebra |
| 2008.      | Kapcsolatok                                 | Budapest Acoustic Band        | -               |

Válogatások
| Kiadás éve | Cím                                     | Kiadó                |
| ---------- | --------------------------------------- | -------------------- |
| 1994.      | Best of P.Mobil                         | -                    |
| 1996.      | Bródy Hits                              | Hungaroton           |
| 1999.      | Stella Artois                           | Bálna                |
| 1999.      | All star’s Songbook 2                   | Old Man's            |
| 2002.      | Amstel Jam Válogatás                    | Universal Music Kft. |
| 1997.      | V. Blues & Rock Fest (Paks)             | Lézer                |
| 1998.      | VI. Blues & Rock Fest (Paks)            | Lézer                |
| 2000.      | VIII. Blues & Rock Fest (Paks)          | Lézer                |
| 2003.      | XI. Blues & Rock Fest (Paks)            | Lézer                |
| 2005.      | XIII. Gastroblues fesztivál (Paks)      | Lézer                |
| 2005.      | DVD: XIII. Gastroblues fesztivál (Paks) | Lézer                |
| 2005.      | DVD: XIII. Gastroblues fesztivál (Paks) | Lézer                |